# Habenaria patentiloba
Habenaria patentiloba är en orkidéart som beskrevs av Oakes Ames. Habenaria patentiloba ingår i släktet Habenaria och familjen orkidéer.
Artens utbredningsområde är Panamá. Inga underarter finns listade i Catalogue of Life.